# Reakcja Iwanowa

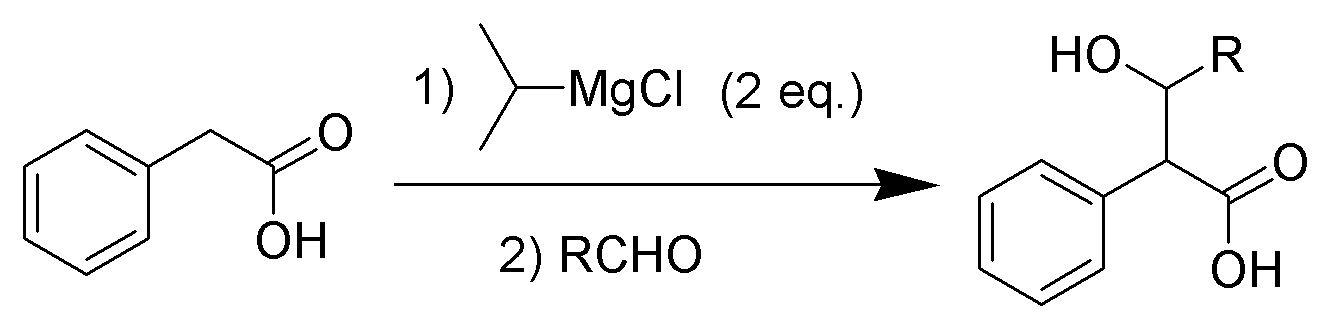
Zapis sumaryczny przykładowej reakcji Iwanowa

Reakcja Iwanowa – reakcja chemiczna odkryta przez bułgarskiego naukowca, prof. Dimityra Iwanowa. Jest to reakcja arylopochodnych kwasu octowego ze związkami Grignarda, a następnie ze związkami elektrofilowymi, najczęściej związkami karbonylowymi, izocyjanianami lub halogenkami alkilowymi. W reakcji Iwanowa z aldehydami i ketonami powstają kwasy β-hydroksykarboksylowe lub α,β-nienasycone kwasy karboksylowe.
W pierwszym etapie reakcji powstają tzw. reagenty Iwanowa, którym przypisuje się strukturę nienasyconych dianionów (enodiolanów) (wg niektórych źródeł występujących w równowadze ze związkami Grignarda). Reakcja Iwanowa przebiega stereoselektywnie w kierunku produktu o konfiguracji anti:

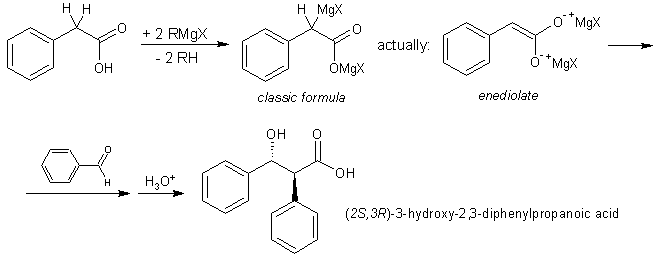
Przykład reakcji Iwanowa. Kwas fenylooctowy z dwiema cząsteczkami związku Grignarda (RMgX) daje reagent Iwanowa, przedstawiany jako kolejny związek Grignarda (classic formula) lub enodiolan (endiloate), z którego w reakcji z aldehydem benzoesowym i po zakwaszeniu powstaje kwas (2S,3R)-3-hydroksy-2,3-difenylopropanowy

Mechanizm tej reakcji jest analogiczny do modelu stanu przejściowego Zimmerman-Traxlera dla kondensacji aldolowej. Jej kinetyka została dość szczegółowo przebadana w połowie lat 80. XX wieku.